# Przyścierwek dwubruzdy
Przyścierwek dwubruzdy (Omosita depressa) – gatunek chrząszcza z rodziny łyszczynkowatych i podrodziny Nitidulinae. Zamieszkuje palearktyczną Eurazję od Półwyspu Iberyjskiego po Sachalin.

## Taksonomia
Gatunek ten opisany został po raz pierwszy w 1758 roku przez Karola Linneusza na łamach dziesiątego wydania Systema Naturae pod nazwą Silpha depressa.

## Morfologia
Chrząszcz o owalnym w zarysie ciele długości od 2 do 5 mm. Rdzawobrunatne czułki mają beczułkowato rozdęty pierwszy człon oraz prawie owalną buławkę z ostatnim członem zazwyczaj węższym od przedostatniego. Ubarwienie głowy jest czerwonobrunatne. Na spodzie głowy brak jest poprzecznej bruzdy za bródką. Przedplecze ma część środkową wyniesioną, czerwonobrunatną, wyraźnie oddzieloną od szerokich, rozpłaszczonych, rdzawo prześwitujących części bocznych dość głębokimi, zakrzywionymi, podłużnymi bruzdami. W tylnej części przedplecza położone są dwa płytkie, okrągłe, dołeczkowane wgłębienia. Pokrywy mają wyniesioną część środkową czerwonobrunatną, niekiedy z niewyraźnymi, żółtawymi plamami, a rozpłaszczone części zewnętrze prześwitujące rdzawo. Rządek przyszwowy sięga od tylnej krawędzi pokryw do połowy ich długości. Na ich powierzchni pomiędzy delikatnymi i przylegającymi włoskami występują dłuższe, rozmieszczone w niewyraźnych szeregach szczecinki. Szerokość rozpłaszczonych krawędzi bocznych pokryw jest większa niż buławki czułka. Brak na pokrywach żeberek. Krawędzie przedplecza i pokryw pozbawione są orzęsienia. Wierzchołki pokryw są wspólnie prawie zaostrzone. Wierzchołek wyrostka międzybiodrowego przedpiersia jest rozszerzony i zaopatrzony w dwa słabo zaznaczone żeberka podłużne. Na śródpiersiu nie występuje kil. Genitalia samca mają tegmen i trzon środkowego płata edeagusa (prącia) mniej więcej dwukrotnie dłuższy niż szeroki, o wyraźnych kątach szczytowych.

## Ekologia i występowanie
Owad saprofagiczny, głównie zoosaprofagiczny. Zarówno larwy, jak i postacie doskonałe żerują na suchej padlinie, świeżych i starych kościach oraz skórach. Osobniki dorosłe ponadto znajdywane są w rozkładających się grzybach, wypływającym ze zranionych drzew soku, a także w gniazdach trzmieli i kretowiskach, te ostatnie wykorzystując zwłaszcza do zimowania.
Gatunek palearktyczny o rozmieszczeniu eurosyberyjskim. W Europie znany jest z Hiszpanii, Irlandii, Wielkiej Brytanii, Francji, Belgii, Luksemburga, Holandii, Niemiec, Szwajcarii, Austrii, Włoch, Danii, Szwecji, Norwegii, Finlandii, Estonii, Łotwy, Litwy, Polski, Czech, Słowacji, Węgier, Białorusi, Ukrainy, Mołdawii, Rumunii, Bułgarii, Słowenii, Chorwacji, Bośni i Hercegowiny, Czarnogóry, Serbii i europejskiej części Rosji. Na północy kontynentu wykracza daleko poza koło podbiegunowe. W Azji podawany jest z syberyjskiej i dalekowschodniej części Rosji, na wschód po Kraj Nadmorski, w tym Sachalin, oraz z Bliskiego Wschodu i Kazachstanu. W Polsce spotykany jest nieczęsto.